# NGC 6148
NGC 6148 (również PGC 58162) – galaktyka spiralna (S), znajdująca się w gwiazdozbiorze Herkulesa. Odkrył ją Albert Marth 10 czerwca 1864 roku.